# Г'юї (Іллінойс)
Г'юї (англ. Huey) — селище (англ. village) в США, в окрузі Клінтон штату Іллінойс. Населення — 160 осіб (2020).

## Географія
Г'юї розташоване за координатами 38°36′19″ пн. ш. 89°17′24″ зх. д. / 38.60528° пн. ш. 89.29000° зх. д. (38.605285, -89.289972).  За даними Бюро перепису населення США в 2010 році селище мало площу 0,56 км², уся площа — суходіл.

## Демографія
Згідно з переписом 2010 року, у селищі мешкало 169 осіб у 65 домогосподарствах у складі 51 родини. Густота населення становила 303 особи/км².  Було 72 помешкання (129/км²).
Расовий склад населення:
| - 99,4 % — білих - 0,6 % — корінних американців |

До двох чи більше рас належало 0,0 %. Частка іспаномовних становила 0,0 % від усіх жителів.
За віковим діапазоном населення розподілялося таким чином: 19,5 % — особи молодші 18 років, 64,5 % — особи у віці 18—64 років, 16,0 % — особи у віці 65 років та старші. Медіана віку мешканця становила 43,4 року. На 100 осіб жіночої статі у селищі припадало 94,3 чоловіків;  на 100 жінок у віці від 18 років та старших — 97,1 чоловіків також старших 18 років.
Середній дохід на одне домашнє господарство  становив 55 281 долар США (медіана — 40 625), а середній дохід на одну сім'ю — 72 560 доларів (медіана — 60 625). За межею бідності перебувало 16,1 % осіб, у тому числі 16,7 % дітей у віці до 18 років та 40,0 % осіб у віці 65 років та старших.
Цивільне працевлаштоване населення становило 92 особи. Основні галузі зайнятості: освіта, охорона здоров'я та соціальна допомога — 37,0 %, виробництво — 12,0 %, роздрібна торгівля — 7,6 %, оптова торгівля — 6,5 %.